# Minnesota Lake
Minnesota Lake ist eine Stadt an der Grenze zwischen Blue Earth County und Faribault County im US-Bundesstaat Minnesota. Das U.S. Census Bureau hat bei der Volkszählung 2020 eine Einwohnerzahl von 661 ermittelt. Minnesota Lake hieß ursprünglich, 1858, Marples, nach einem seiner frühen weißen Siedler. Der Name wurde 1866 in Minnesota Lake geändert.

## Geographie
Der größte Teil des Stadtgebietes liegt im Faribault County, nur ein kleiner Teil erstreckt sich in das Blue Earth County. Der Ort selbst liegt am östlichen Ufer des gleichnamigen Sees.
Nach den Angaben des United States Census Bureaus hat die Stadt eine Fläche von 5,4 km², wovon 4,1 km² auf Land und 1,3 km² (= 23,67 %) auf Gewässer entfallen.
Minnesota State Route 22 führt als Hauptstraße durch den Ort. Parallel dazu verlief die Bahnstrecke der Chicago, Milwaukee, St. Paul and Pacific Railroad, diese besteht aber in diesem Bereich nicht mehr.

## Demographie
Zum Zeitpunkt des United States Census 2000 bewohnten Minnesota Lake 681 Personen. Die Bevölkerungsdichte betrug 166,4 Personen pro km². Es gab 316 Wohneinheiten, durchschnittlich 77,2 pro km². Die Bevölkerung Minnesota Lakes bestand zu 99,56 % aus Weißen, 0,15 % Schwarzen oder African American und 0,29 % nannten zwei oder mehr Rassen. 0,59 % der Bevölkerung erklärten, Hispanos oder Latinos jeglicher Rasse zu sein.
Die Bewohner Minnesota Lakes verteilten sich auf 297 Haushalte, von denen in 29,3 % Kinder unter 18 Jahren lebten. 58,6 % der Haushalte stellten Verheiratete, 3,7 % hatten einen weiblichen Haushaltsvorstand ohne Ehemann und 33,7 % bildeten keine Familien. 31,0 % der Haushalte bestanden aus Einzelpersonen und in 20,2 % aller Haushalte lebte jemand im Alter von 65 Jahren oder mehr alleine. Die durchschnittliche Haushaltsgröße betrug 2,29 und die durchschnittliche Familiengröße 2,86 Personen.
Die Bevölkerung verteilte sich auf 24,2 % Minderjährige, 7,6 % 18–24-Jährige, 26,9 % 25–44-Jährige, 21,6 % 45–64-Jährige und 19,7 % im Alter von 65 Jahren oder mehr. Das Durchschnittsalter betrug 40 Jahre. Auf jeweils 100 Frauen entfielen 105,1 Männer. Bei den über 18-Jährigen entfielen auf 100 Frauen 100,8 Männer.
Das mittlere Haushaltseinkommen in Minnesota Lake betrug 34.896 US-Dollar und das mittlere Familieneinkommen erreichte die Höhe von 44.091 US-Dollar. Das Durchschnittseinkommen der Männer betrug 32.105 US-Dollar, gegenüber 19.844 US-Dollar bei den Frauen. Das Pro-Kopf-Einkommen belief sich auf 18.609 US-Dollar. 4,3 % der Bevölkerung und 2,0 % der Familien hatten ein Einkommen unterhalb der Armutsgrenze, davon waren 3,3 % der Minderjährigen und 7,1 % der Altersgruppe 65 Jahre und mehr betroffen.